# الزبير خياط
الزبير خياط شاعر مغربي، من مواليد عام 1964م بوجدة، شرق المغرب.
عضو «اتحاد كتاب المغرب» منذ سنة 1996م، وعضو رابطة الأدب الإسلامي العالمية، حاصل على جائزة اتحاد كتاب المغرب للأدباء الشباب عن ديوان «الطريق إلى إرم» (دورة 1994)، وعضو مؤسس لفرع اتحاد كتاب المغرب بمدينة الناظور شمال شرق البلاد (1999م)، وعضو فرع اتحاد كتاب المغرب بوجده من 1996 إلى 1999م، ثم منذ بداية من 2006م. نشر أشعاره في جرائد ومجلات وطنية، كالملحقات الثقافية لجرائد «العلَم»، و«البيان»، و«أنوال»، و«فكر ونقد»، وعربية، كـ«القدس العربي»، و«الزمان الدولية»، و«المنتدى» الإماراتية.

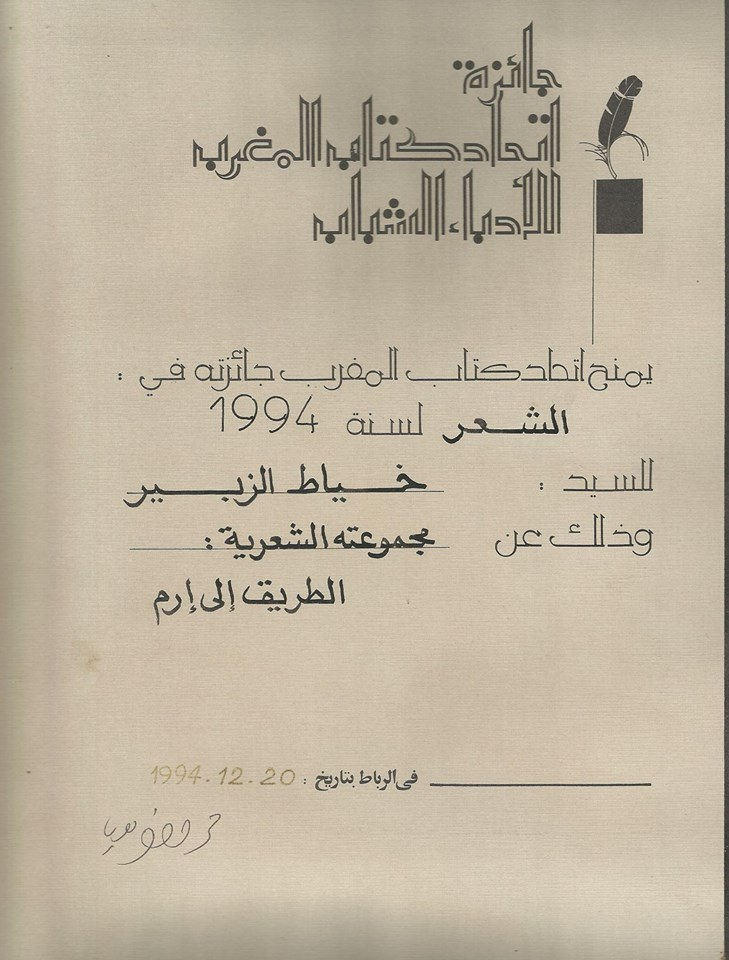
جائزة اتحاد كتاب المغرب للشعراء الشباب، 1994م

صدر له من الدواوين: «الطريق إلى إرَم» (1985) (قدم له الشاعر محمد علي الرباوي)، و«آدم يسافر في جدائل لونجا» (1989)، و«وقت بين المديح والرثاء» (2012)، (قدّم له الناقد نجيب العوفي).

له مشاركات شعرية كثيرة، منها مشاركاته بمهرجان الرباط الثاني 1996، ودورات مهرجان عكاظ بوجدة الأولى (1996)، والثانية (1998)، والثالثة (2001)، والرابعة (2005)، وبمهرجاني الحسيمة الثاني (2003) والثالث (2004) للسياحة والإبداع، وبالملتقى الوطني الأول للشعر ببركان (2005)، وبمهرجان السعيدية الثقافي والسياحي (2005)، وبملتقى الشعر المغربي بشفشاون دورة «محمد بن عمارة» (2007)، وبملتقى الصخرة الوطني للإبداع الشعري بأزرو (2008)، وبالملتقى الجهوي الثالث للإبداع بالجهة الشرقية (2009)، وبالملتقى الإقليمي الأول للشعر بزايو (2009)، وبمهرجان عكاظ للشعر بتمسمان (2010)، وبالملتقى الإقليمي الثاني للشعر بزايو (2010)، وبملتقى كرسيف الوطني للشعر (2010)، وبملتقى الشعر المغربي بشفشاون، محور «القصيدة المغربية – الصورة والعالم» (2010)، وبمهرجان الناظور (2010)، وبالمهرجان الوطني للشعر والتشكيل بجرسيف (2011)، وبمهرجان عكاظ الوطني للشعر بتمسمان (2011)، وبالمهرجان الوطني للشعر المغربي الحديث بشفشاون «شعرية التحولات» (2011)، وبمهرجان الناظور (2011)، وبالملتقى الجهوي الرابع للإبداع بالجهة الشرقية (2011)، وبالملتقى الشعري التاسع لربيع الشعر بمدينة زرهون مولاي إدريس (2012)، وبالفعاليات الشعرية الموازية بالمعرض الدولي للكتاب بالدار البيضاء (2013)، وبالأمسية الشعرية المغاربية بوجدة (2013)، وبمهرجان الديبلوماسية الثقافية بالرباط (2015)، وبالمهرجان الدولي العربي الإفريقي للشعر والسلام بالرباط (2016)...

شغل منصب نائب رئيس فرع اتحاد كتاب المغرب بمدينة «وجدة»، ونائب رئيس جمعية أروقة للثقافة والفن بوجدة، وأسس جمعية «أصدقاء الشعر» بمدينة «زايو»، كما نشط في تنظيم الكثير من الملتقيات الشعرية بالجهة، وحل ضيفا على برنامج «حبر وقلم» بالإذاعة الوطنية، سنتي 1998 و2012، وعلى برنامج «حدائق الشعر» بالإذاعة الجهوية بوجدة مرتين، كما أن له تصريحات مختلفة للتلفزة المغربية والإذاعة الوطنية والجهوية، وقناة النيل دراما.

عمل الشاعر خياط أستاذا للغة العربية منذ تخرجه من المركز التربوي الجهوي بنفس المدينة عام 1987م، ثم أستاذا بالسلك الثانوي التأهيلي بعد التخرج من المدرسة العليا للأساتذة بمرتيل سنة 1993م، ويعمل حاليا بثانوية حسان بن ثابت التأهيلية بزايو، إقليم الناظور.

## وصلات خارجية
- الزبير خياط على موقع أرشيف الشارخ.
- [حلقة بيت الأدب، قناة وجدة تي في: لقاء مع الشاعر الزبير خياط https://www.youtube.com/watch?v=B8VmCvwR3G8]
- [حلقة «حِبر وقلم» على الإذاعة المغربية، القناة الأولى: https://www.youtube.com/watch?v=mdNYSJbKk2g]

[قصيدتا «الأسماء والفاتحة» و«ليلى»، شعر وإنشاد الزبير خياط: https://www.youtube.com/watch?v=cCEWOEgyQds]